# Jon Michael Hill
Jon Michael Hill (* 28. Juli 1985 in Waukegan, Illinois) ist ein US-amerikanischer Schauspieler.

## Karriere
Hill wurde in Illinois geboren. Während seiner Schulzeit spielte er Fußball und Saxophon, bevor er sich auf seine Schauspieler-Karriere konzentrierte. Während er studierte, spielte er in King Lear, Six Degrees of Separation und Ain’t Misbehavin’ mit.
2009 wurde Hill als Schauspieler für den Joseph Jefferson Award nominiert. 2010 wurde er für den Tony Award als bester Nebendarsteller nominiert.
Bekannt wurde er für seine Rolle des Detective Marcus Bell in der Serie Elementary.

## Filmographie
- 2007: The Last Stain
- 2011: Falling Overnight
- 2015: Standing8
- 2016: No Pay, Nudity
- 2016: In the Radiant City
- 2018: Pass Over
- 2018: Widows
- 2020: Sanctuary
- 2010–2011: Detroit 1-8-7
- 2011: Law & Order: Special Victims Unit
- 2012: Eastbound & Down
- 2012: Person of Interest
- 2012–2019: Elementary
- 2020: The Good Fight
- 2022: The Accidental Wolf
- 2022: 61st Street
- 2024: A Man in Full